# ایان ترنر
ایان ترنر (انگلیسی: Ian Turner; ۱۱ مهٔ ۱۹۲۵ – ۱۱ اکتبر ۲۰۱۰) قایقران روئینگ اهل ایالات متحده آمریکا بود.